# Loterie des îles de la Manche
La Loterie des Îles de la Manche est la loterie d'État des îles de la Manche, gérée conjointement par les États de Jersey et les États de Guernesey. Le premier tirage a eu lieu en 1975.

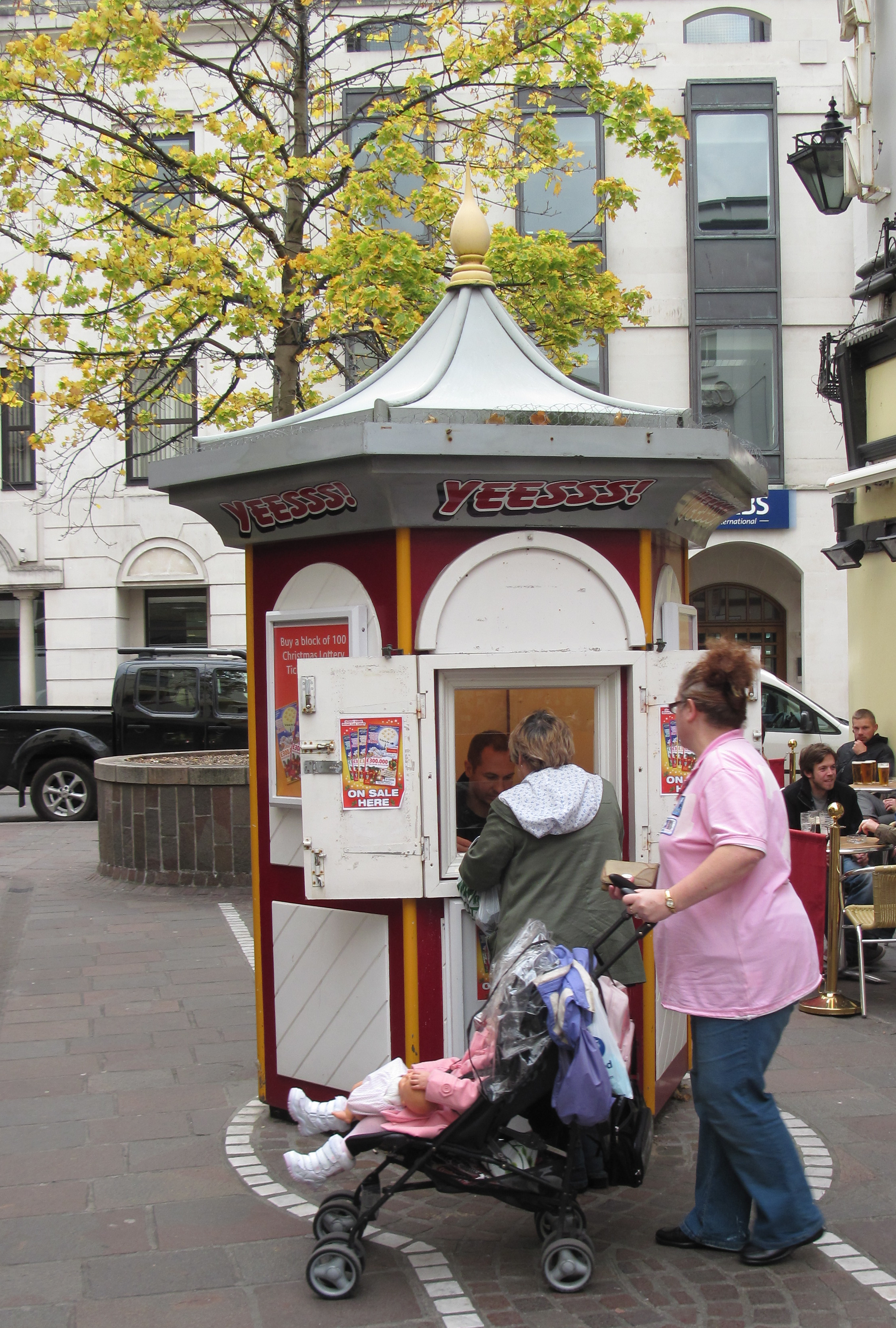
La Lott'tie d'Noué 2011, La Ruette Hadgais, Saint Hélyi, Jèrri

## Histoire
La Loterie des Îles de la Manche a été fondée en 1975 par la fusion de la Loterie de Jersey et de la Loterie de Guernesey. La Loterie de Jersey a été créée en 1966 et celle de Guernesey en 1971. Ce jeu est la plus ancienne loterie des Îles Britanniques, établie avant celles d'Irlande (1987) et du Royaume-Uni (1994).
La part des profits de Jersey de la loterie a d'abord été utilisée pour financer la transformation du Fort Régent en un complexe sportif et de divertissement. À l'achèvement de ce projet, les États de Jersey sont convenus que la part de Jersey des profits de la Loterie des Îles de la Manche devrait être affectée à des fins caritatives, par l'intermédiaire de l'Association des Charités de Jersey.
Un jeu instantané de grattage a été introduit pour revitaliser le tirage traditionnel en 1997.
Le 29 juin 2012, un tirage d'été a été lancé avec un million de billets de loterie à 2£ mis en vente. Le premier prix, si tous les billets avaient été vendus, aurait été de 1 million de £, avec 300 000 £ supplémentaires en petits prix. Cependant, les ventes de billets ont été beaucoup plus faibles que prévu, et le premier prix n'a été que de 150 000 £, avec 300 000 £ en petits prix. La loterie d'été a été annulée en 2013.

### Propositions pour remplacer par la Loterie Nationale du Royaume-Uni
Depuis le lancement de la Loterie Nationale au Royaume-Uni en 1994, il y a eu des propositions pour remplacer la Loterie des Îles de la Manche en rendant les billets de loterie du Royaume-Uni disponibles dans les Îles de la Manche. Le Gouvernement de Jersey favorise cela car cela triplerait le montant donné à de bonnes causes. Cependant, certains résidents estiment que cela leur ferait perdre leur indépendance. Les billets étrangers ne sont actuellement pas vendus dans les Îles. Les Îles ne sont pas éligibles pour le Financement des Bonnes Causes,, bien que la loi sur la Loterie Nationale du Royaume-Uni de 2006 prévoit la possibilité que les Îles de la Manche puissent participer. L'autre Dépendance de la Couronne du Royaume-Uni, l'Île de Man, participe à la Loterie Nationale du Royaume-Uni.

## Jeux
Le jeu principal est un jeu de grattage où le prix maximum est de £20,000 qui a remplacé les jeux basés sur le tirage en 2004. Il y a aussi le Super Tirage de Noël qui est en partie un jeu de grattage, en partie basé sur le tirage. Le jackpot pour le Tirage de Noël 2016 était de £1,120,220.